# Éditions Mille et Une Nuits
Pour les articles homonymes, voir Les Mille et Une Nuits (homonymie).
 (juillet 2018).
Les Éditions Mille et Une Nuits ont été créées en septembre 1993 par Maurizio Medico, Nata Rampazzo et Luc Dubos, sur le modèle italien des Mille Lire (petits livres à mille lires).
Depuis 1999, Les Éditions Mille et une Nuits sont un département de la Librairie Arthème Fayard.

## Historique
Les Éditions Mille et une Nuits publient des textes courts, français et étrangers, notamment avec La Petite Collection, qui inspire plusieurs collections sur le même modèle.
En 2009, le fonds de cette maison d'édition a été déposé à l’Institut Mémoires de l’édition contemporaine (IMEC), sous la forme de 307 boites d'archives. 
Depuis mars 2020, un collectif de libraires œuvre à la programmation éditoriale de la Petite Collection des Mille et Une Nuits[source insuffisante].